# Stèle de Liangzhou
|                        |  |                          |
| Copie du texte chinois |  | Reproduction de la stèle |

La stèle de Liangzhou a été érigée en 1094 pour commémorer la fin des réparations du stupa Gantong du temple Huguo (chinois : 护国寺), au centre de Wuwei (autrefois Liangzhou (凉州), qui a donné son nom aujourd'hui au district de Liangzhou), province du Gansu en Chine. Elle est réputée car elle comporte un texte très bien conservé de 28 lignes de 65 caractères écrites en tangoute avec au verso un texte similaire en caractères chinois. Elle mesure 2,5 m de haut pour 0,9 m de large et 0,3 m d'épaisseur. Elle est conservée au musée de Wuwei.
Elle fait partie de la première liste des sites historiques et culturels majeurs protégés au niveau national (1-130) depuis 1961.